# سان پیترو ال تاناجرو
سان پیترو ال تاناجرو (به ایتالیایی: San Pietro al Tanagro) یک کومونه در ایتالیا است که در استان سالرنو واقع شده‌است. سان پیترو ال تاناجرو ۱۵ کیلومتر مربع مساحت و ۱٬۶۴۰ نفر جمعیت دارد.